# Unibet
Unibet — платформа для ставок на спорт, онлайн-казино, бинго и онлайн-покера, является частью холдинга Kindred Group. Обслуживает более 11 миллионов клиентов в 100 странах мира.
Главный офис расположен на Мальте, на 2012 год оборот компании составил GBP 197,2 миллиона.

## История
Основана Андерсом Стрёмом в 1997 году в своей квартире в Эрлс-Корте, в Лондоне. В 1998 году компания Unibet получила лицензию в Великобритании, чтобы заниматься игровой деятельностью. Компания открыла офис в Лондоне и начала свою коммерческую деятельность в качестве букмекера, принимая ставки по телефону. В 1999 году запущены интернет-сайты на шведском и английском языках. В 2000 году зарегистрирована группа Unibet Group Plc. В этом же году компания Unibet получила международную лицензию и открыла офис на Мальте. В 2001 году запущена вторая версия сайта Unibet, которая затем переведена на 12 языков, а также Unibet стал осуществлять свою деятельность в более чем 50 странах мира. В 2003 году совершился запуск обновленного веб-сайта и новых продуктов, включая ставки Live и онлайн казино. В этом же году зарегистрировано более чем 256.000 пользователей в более чем 100 странах мира. В 2004 году компания была зарегистрирована в NASDAQ OMX Nordic Exchange. В этом же году совершился запуск Supertoto и покер, а также запуск мобильной платформы, скретч-карты и ТВ-формата «Pokermiljonen». В 2005 году приобретён MrBookmaker.com. В 2006 году веб-сайт переведён на 20 языков, совершился запуск Бинго. В этом же году на Мальте создана новая холдинговая компания. В 2007 году компания приобрела холдинг Мария, для укрепления позиции в бинго и на северных рынках. В 2008 году компания приобрела крупного сообщества Скандинавии, Travnet.
Unibet сертифицирован G4, Global Gaming Guidance Group, и соблюдает их кодекс по отношению к ответственной игре, а также сертифицирован по стандартам eCOGRA (в www.ecogra.org).
Unibet является членом Европейской ассоциации азартных игр и ставок (EGBA), которая объединяет 12 ведущих компаний азартных игр в Европе. Устав ассоциации определяет, каким образом компании-члены должны иметь дело с такими вопросами, как зависимость от азартных игр, незаконных азартных играх несовершеннолетних, неприкосновенность частной жизни игрока и отмывании денег.
По состоянию на январь 2009 года, в Unibet зарегистрировано клиентов из более чем 150 странах мира.
В 2010 году Unibet получает французскую лицензию на спортивные ставки, конные скачки, а также на покер. В 2011 году Unibet объявляет о приобретении EurosportBet и EurosportPoker, французский оператор спортивных ставок и покера, полностью отвечающие требованиям регулированного рынка. В этом же году Unibet награждён одной из 48 лицензий на повторно прошедший регуляцию датский рынок. В 2012 году следующим приобретением Unibet стала компания Betchoice, австралийский онлайн букмекер, сумма покупки которой составила GBP 13600000. Betchoice предоставляет спортивные ставки, а также ставки на автоспорт, работая на австралийском рынке через свой веб-сайт. В 2006, 2008, 2009 и 2014 годах она была признана «букмекером года» на престижной ежегодной церемонии «eGaiming Review» в Лондоне.
В декабре 2013 года Unibet объявил, что покерная деятельность была перемещена на отдельный покерный сайт.
В апреле 2014 года Unibet подписал контракт с Thunderkick, благодаря чему компания стала одним из первых брендов, поддерживающих игры Thunderkick.
В мае 2014 года акционеры Unibet Group plc одобрили предложенное расширение их субсидиарной Kambi Group, ориентированной на B2B-сегмент. 95 % акций компании были распространены среди акционеров Unibet. Доля Kambi Group plc начала продаваться на NASDAQ OMX Стокгольм в июне 2014 года.
В июле 2015 года компания Unibet выкупила онлайн бизнес компании Stan James Group plc, а также права на управление брендом.
Unibet Group Plc приобрел домен Bingo.com и его реальный денежный онлайн бизнес в сфере азартных игр на общую сумму $8 млн с 31 декабря 2014 года. $2 млн. Unibet заплатил наличными, а остаток был выплачен путём выкупа 15 000 000 простых акций Bingo.com по $0.40 за акцию.
6 декабря 2016 года было проведено собрание акционеров Unibet Group, на котором было принято решение о переименовании Unibet Group в Kindred Group. Таким образом с 12 декабря 2016 года акции компании начали торговаться под новым именем — Kindred Group Plc. Такое решение было принято потому, что, по мнению руководства компании, пользователям легко запутаться между Unibet и Unibet Group. Таким образом, ребрендинг будет проведен в целях разграничения брендов, принадлежащих компании (Bingo.com, iGame, Stan James, Maria Casino и ряд других), чтобы пользователи акцентировали внимание и на эти сайты.
23 февраля 2017 года компания Kindred Plc (бывшая Unibet Group) приобрела компанию 32Red за $219,000,000
В 2019 компания заключила соглашение с бельгийским футбольным клубом Брюгге, согласно которому, UniBet стал титульным спонсором команды на сезон 2019/20.

## Награды
Unibet был неоднократно награждён международным журналом «eGaming Review», как лучший Европейский оператор спортивных ставок в 2006, 2008 и 2009 году, а также как оператор live ставок в 2009 году.

## Unibet Arena
Unibet Arena (до 2022 года — Saku Suurhall) — крупнейший концертный и спортивный холл Таллина и Эстонии. Зал вмещает до 10 000 человек.

## Unibet Open
Unibet Open (UO) — это серия живых покерных турниров Texas Hold’em, которые проходят в красивейших городах Европы. Впервые UO был проведён в Варшаве во второй половине 2007 года, а затем в 2008 году турнир продолжил своё шествие, посетив Мадрид, Милан и снова Варшаву.
В 2009 году UO приобрел популярность одного из самых известных покерных турниров в Европе и посетил Будапешт, Золотые Пески (Болгария), Прагу, Валенсию и Париж. Тур 2011 года состоял из Мальты, Барселоны, Дублина и Риги. Серия турниров Unibet Open 2012 года стартовала в Праге, где турнир был дополнен абсолютно новыми уникальными мероприятиями, такими как турнир по ставкам на спорт, турнир блек-джек, а также отдельный женский покерный турнир, затем в мае UO завоевал Париж. На очереди Лондон, а в завершении года турнир пройдет на Карибских Островах.